# Archileucogeorgia abchasica
Archileucogeorgia abchasica är en mångfotingart som beskrevs av Hans Lohmander 1936. Archileucogeorgia abchasica ingår i släktet Archileucogeorgia och familjen kejsardubbelfotingar. Inga underarter finns listade i Catalogue of Life.